# Salvaterra do Minho

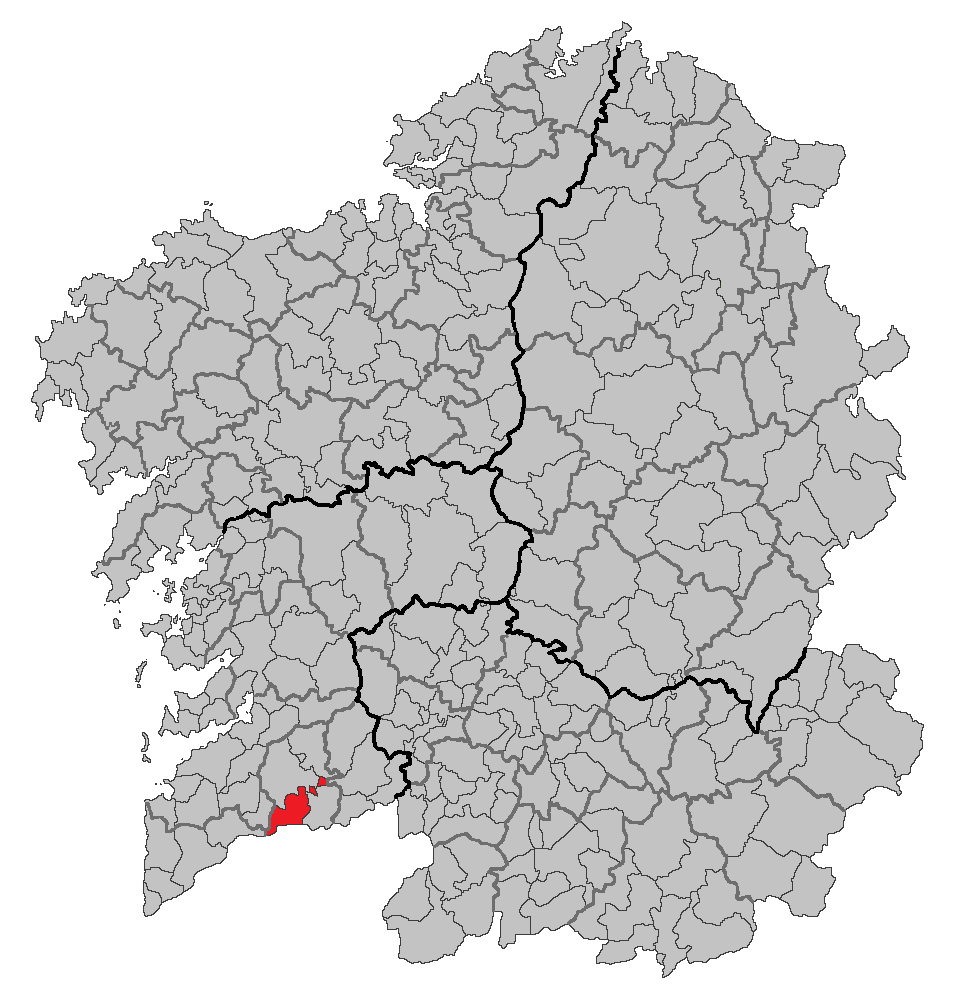
Localização de Salvaterra do Minho

Salvaterra do Minho (em galego: Salvaterra de Miño, e em castelhano Salvatierra de Miño) é um município raiano da Galiza da comarca do Condado na província de Pontevedra, comunidade autónoma da Galiza, (Espanha de área 62 km² com população de 10.048 habitantes (2021) e densidade populacional de 127,65 hab/km².
Situada na margem direita do Rio Minho a dois quilómetros do município português de Monção, ao qual está ligado por uma ponte sobre o rio Minho.

## História
Salvaterra foi até meados do século dezassete terra portuguesa do Reino de Portugal.
Actualmente integrada na província de Pontevedra com a denominação de Salvatierra de Miño,
Portugal veio a perder a localidade em 1643 no decurso das guerras da Restauração. À frente de escasso meio milhar de soldados, João Rodrigues de Vasconcelos e Sousa, o Conde de Castelo Melhor veio a recuperá-la mas por pouco tempo uma vez que as forças espanholas acabariam por ocupá-la de novo em Fevereiro de 1659, numa altura em que também se encontrou em risco a soberania portuguesa sobre a vila de Monção.
Apesar da validade desse realizado em Alcanizes, celebrado entre D. Dinis de Portugal e o o rei D. Fernando IV de Castela, no estabelecimento das fronteiras terrestres entre os dois países peninsulares, o certo é que a minhota Salvaterra nunca veio a ser restituída, acabando a demarcação de fronteiras levada a cabo pela Comissão Internacional de Limites por legitimar. Apesar do desentendimento entre Portugal e Espanha sobre a Questão de Salvaterra do Minho, o tema não tem provocado atrito nas relações entre os dois países ibéricos.

## Demografia
| Variação demográfica do município entre 1991 e 2004 | Variação demográfica do município entre 1991 e 2004 | Variação demográfica do município entre 1991 e 2004 | Variação demográfica do município entre 1991 e 2004 |
| --------------------------------------------------- | --------------------------------------------------- | --------------------------------------------------- | --------------------------------------------------- |
| 1991                                                | 1996                                                | 2001                                                | 2004                                                |
| 8915                                                | 8778                                                | 8073                                                | 8019                                                |

## Património edificado
- Castelo de Salvaterra